# Église Saint-Jacques de Labouheyre
L'église Saint-Jacques est un lieu de culte catholique situé sur la commune de Labouheyre, dans le département français des Landes. Elle est une étape sur la voie de Tour du pèlerinage de Saint-Jacques-de-Compostelle.

## Présentation
L'église est vouée à l'apôtre Jacques le Majeur. L'édifice d'origine, bâti en garluche, est de style roman. Il est reconstruit à la fin du XVe siècle ou au début du XVIe, dans un style gothique.
Le clocher-tour est l'une des portes constitutives des anciens remparts du bourg, aujourd'hui détruits. L'église subit un agrandissement et des transformations en 1863 : ajout de deux chapelles latérales de même hauteur que la nef, percement de nouvelles fenêtres dans la nef et le chœur et d'une nouvelle porte sur la face ouest du clocher, établissement ou réfection des voûtes d'ogives, raidissement des élévations extérieures par des contreforts.
On retrouve des symboles du pèlerinage, comme la voussure extérieure du portail ornée de coquilles ou une tête de pèlerin sculptée  dans la pierre.

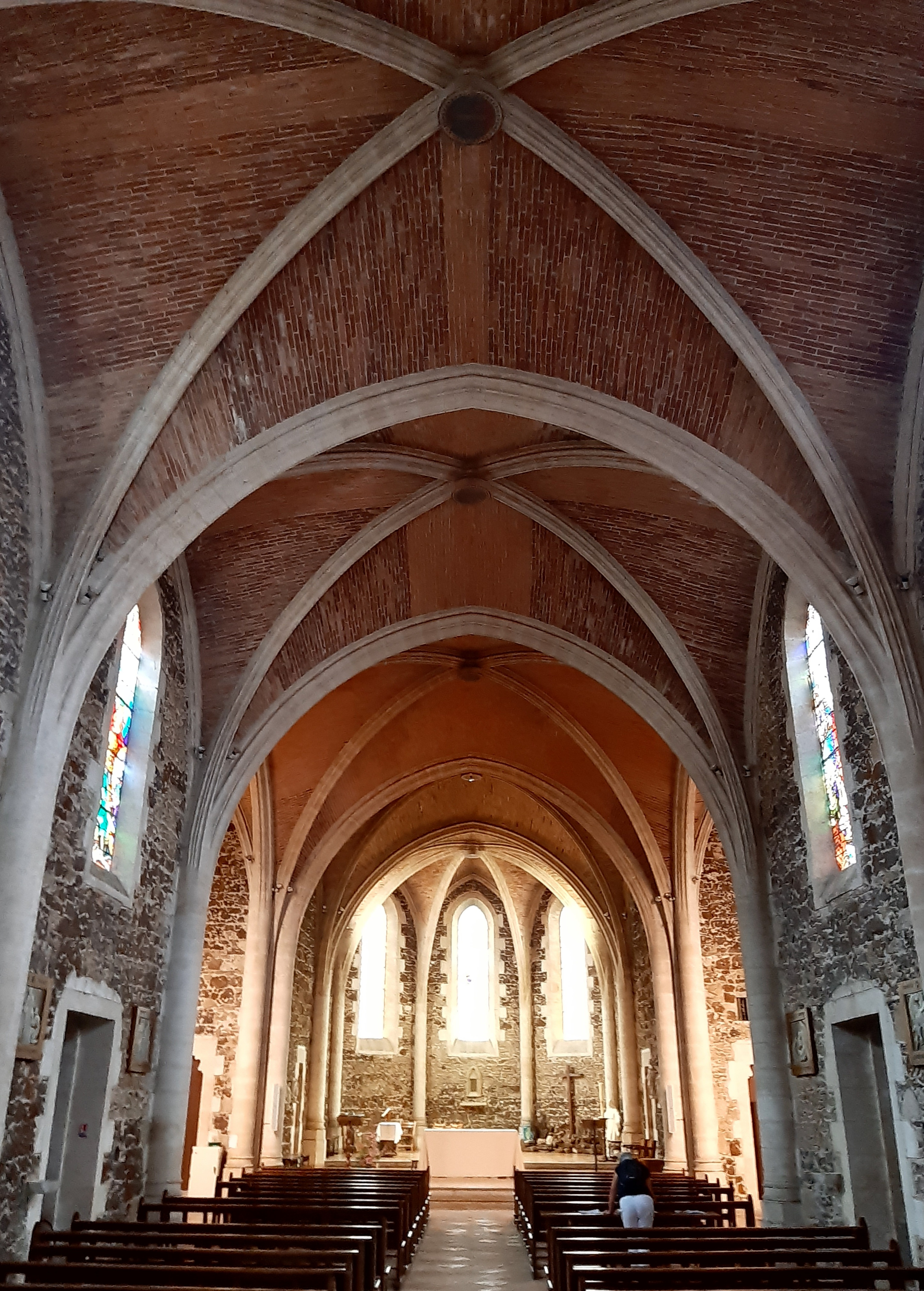
Chœur
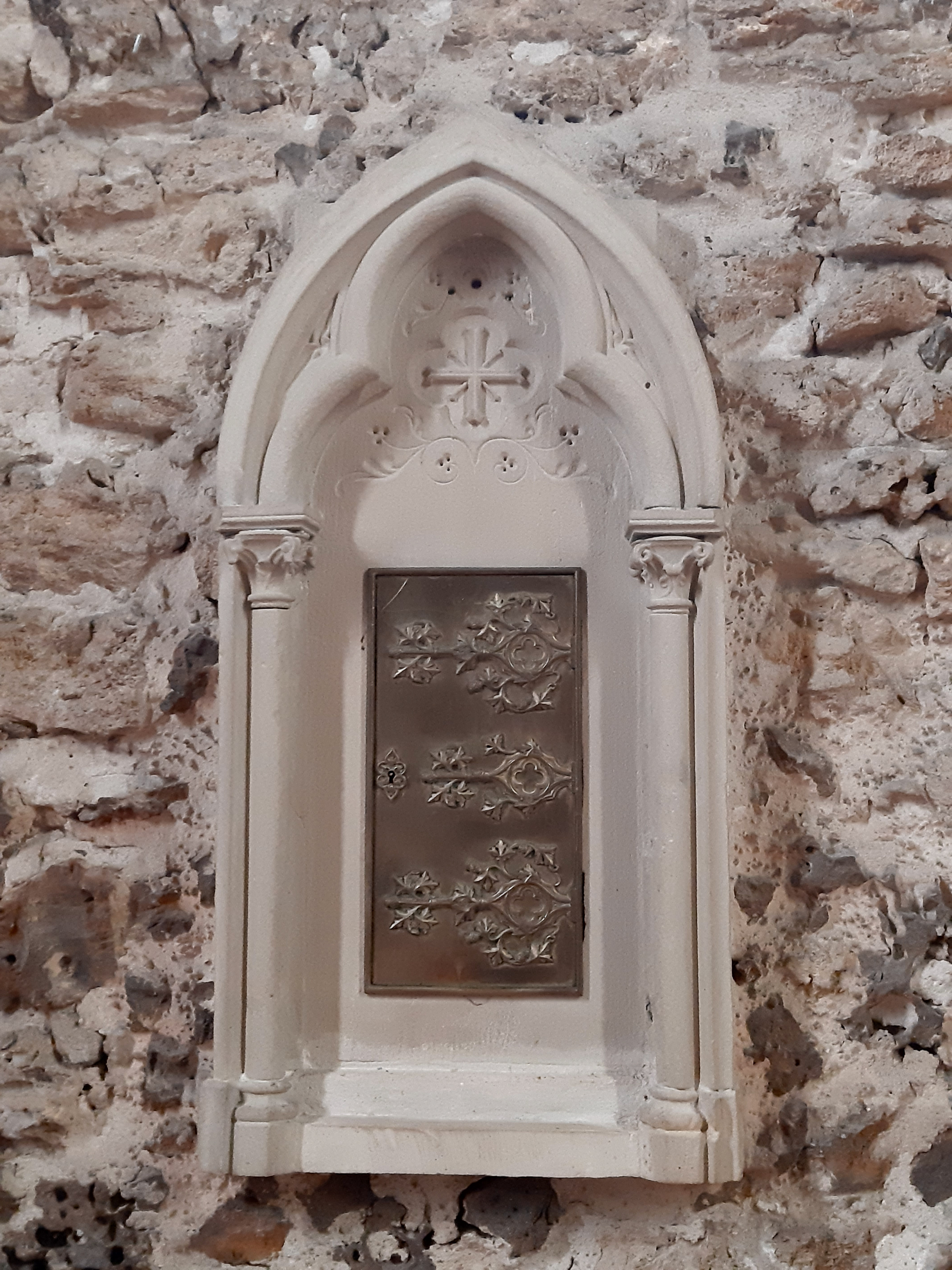
Tabernacle
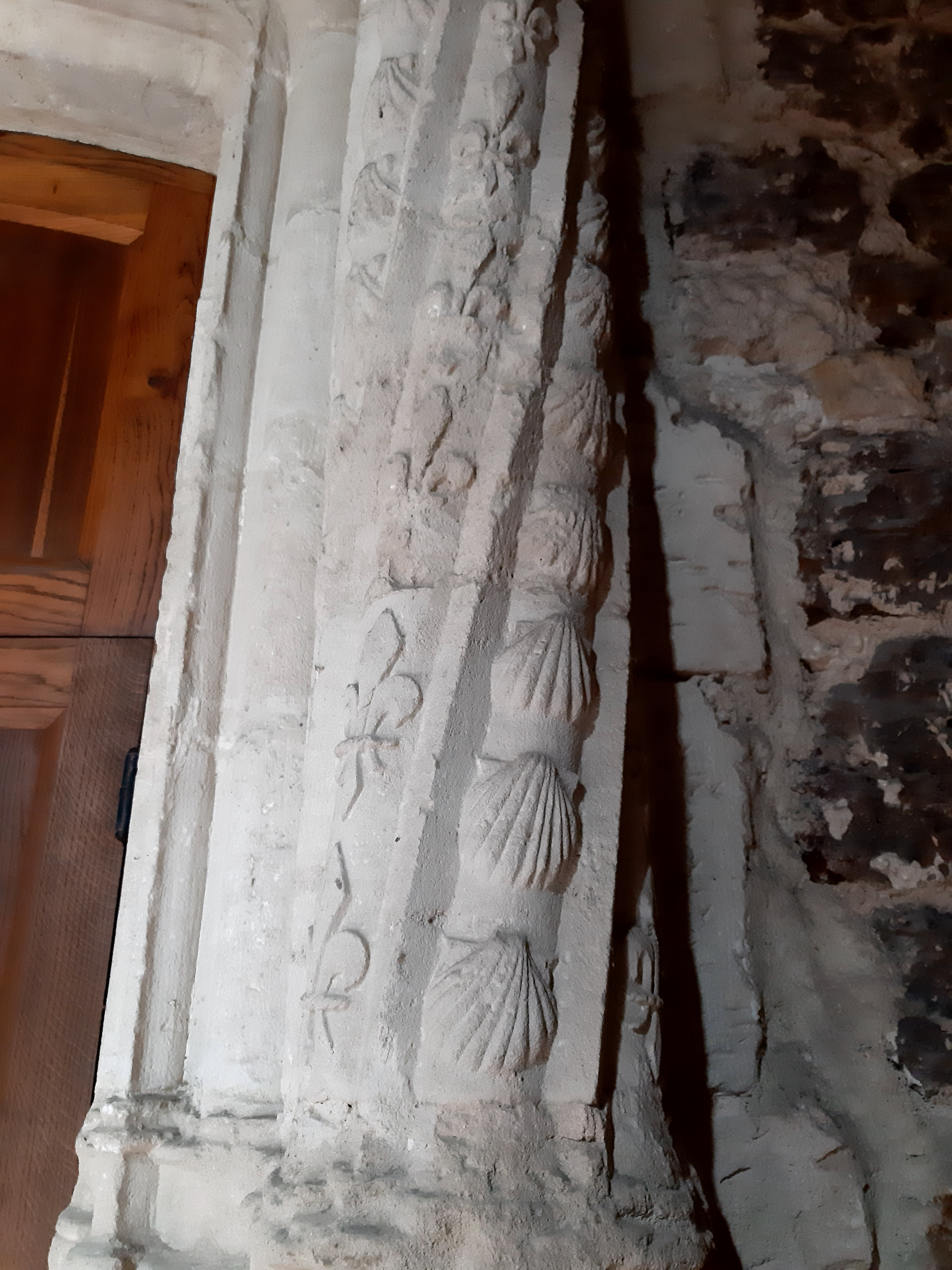
Colonne du porche ornée de décors à fleurs de lys et coquilles Saint-Jacques
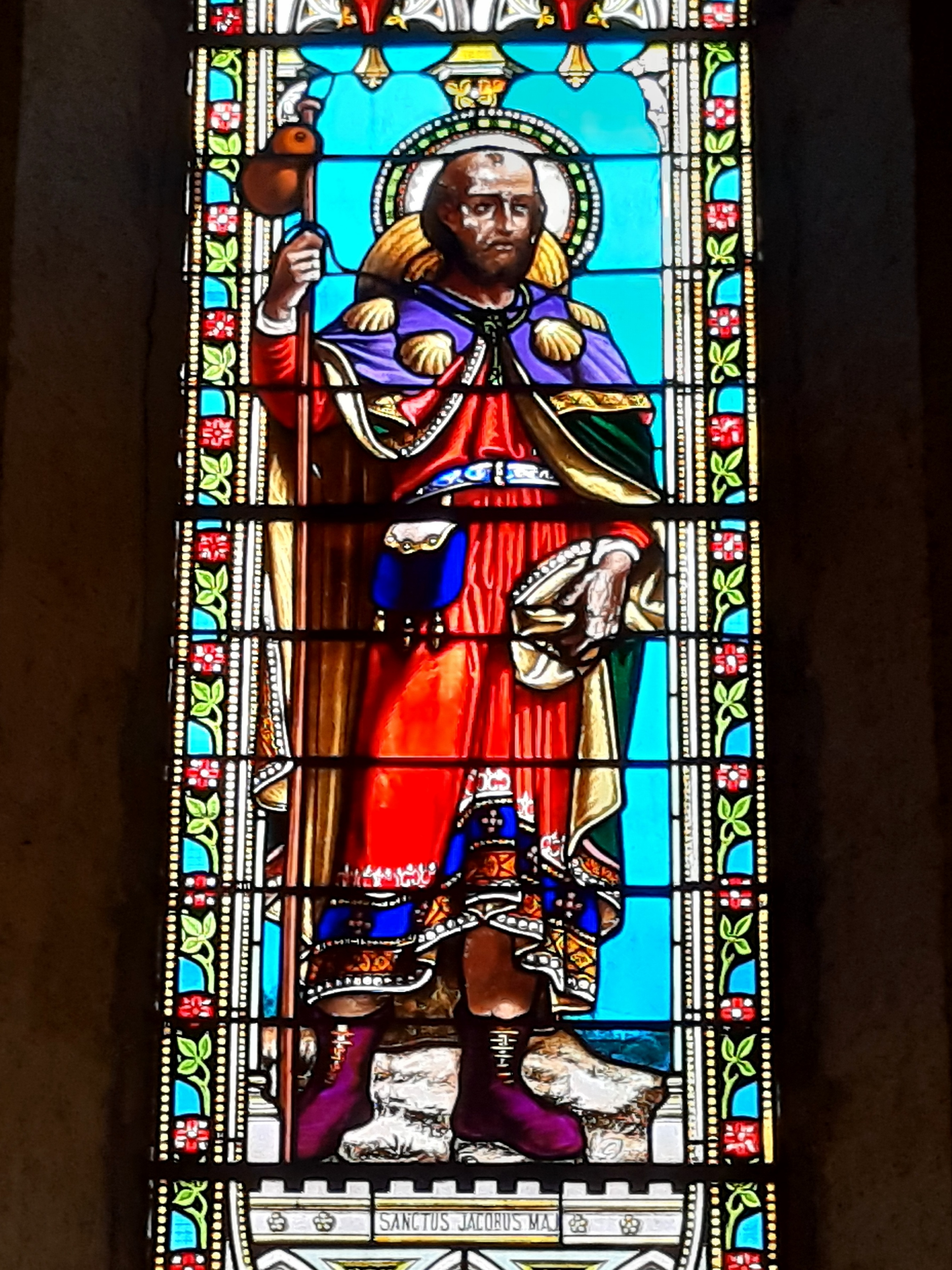
Vitrail représentant Jacques le Majeur en habit de pèlerin de Compostelle